# 노바티아누스파
노바티아누스파는 3세기 중기 이후 초기 기독교 중 노바티아누스를 추종한 무리로서, 서기 250년 로마 황제 데키우스의 압박 내지는 박해 때문에 기독교 신앙을 부인하거나 이교 신들에게 제물을 바치고 절한 기독교도들은 충분한 회개 후에 다시 세례를 받아야만 교회 공동체에 되돌아올 수 있다는 매우 엄격한 사상을 따랐다. 이들은 이단으로 단죄되어 파문당하였다.

## 노바티아누스
노바티아누스는 로마 제국의 대대적인 기독교 박해로 인하여 로마 교구 주교 파비아노가 순교하자 그의 뒤를 이어 251년 로마 주교로 고르넬리오가 선출되자 이를 반대한 로마 교구의 사제였다. 그가 고르넬리오를 신임 로마 주교로 받아들이지 않은 이유는 그가 회개한 배교자들을 너무 쉽게 용서하고 다시 교회 안에 받아들였다는 것이었다. 결국 노바티아누스는 스스로 고르넬리오 주교에 맞서 대립 로마 주교가 되었다. 그는 아무리 박해를 받았다 하더라도 자신의 신앙을 저버린 배교자들은 다시 교회와 온전히 친교를 맺을 수 없으며, 배우자를 사별한 사람이라도 다시 혼인할 수 없다고 주장하였다. 결국 그해 10월 로마에서 열린 주교 시노드에서 노바티아누스와 그를 따르는 이들은 파문되었다. 훗날 노바티아누스는 발레리아누스에 의해 죽임을 당하였다.

## 노바티아누스 사후
노바티아누스가 죽은 후, 노바티아누스주의는 급속도로 퍼져 나가 여러 지역에서 흔히 찾아볼 수가 있었다. 그리고 몇몇 지역에서는 노바티아누스주의를 추종하는 사람들의 수가 엄청났다. 노바티아누스주의를 따르는 추종자들을 일컬어 ‘노바티아누스주의자’라고 부르게 되었다. 하지만 노바티아누스주의자들은 자신들이 부패한 보편교회의 로마 지역 교회의 방만한 관행들과 결별했다고 주장하며 스스로 ‘엄격주의자’라고 호칭하였다. 또한, 그들은 자신들의 가르침에 동조한 신자들에게는 재세례를 베풀기까지 하였다. 노바티아누스주의자들은 로마교회의 권고를 들으려 하지 않았기 때문에 결국 이교가 되고 말았다. 로마 교회는 또한 노바티아누스주의자들 전체를 이단자들로 규정하였다. 왜냐하면 그들은 박해 때문에 두려워 신앙을 저버린 배교자들과 같은 특정 사안에 대한 교회의 사면 권한을 정면으로 부정하였기 때문이다. 이와는 별개로, 노바티아누스주의자들의 관습은 4세기 수도원 제도를 포함하여 보편교회의 관습과 동일하였다.
4세기에서 5세기까지 활동하였던 도나투스파는 박해의 압력 때문에 잠시 신앙을 저버린 기독교인들에 대해서 노바티아누스주의자들과 유사한 사상을 가지고 있었다.

## 같이 보기
- 도나투스주의
- 대립 교황
- 카타리파